# 太信号火災事故
太信号火災事故（朝: 태신호 화재 사고）は、1956年1月12日、大韓民国の慶尚南道泗川郡三千浦邑（現在の泗川市）にある三千浦港に寄港していた朝鮮汽船所属の太信号で火災が発生し、60人以上が死亡した船舶火災事故である。

## 事故の経緯
1956年1月12日午前3時30分、釜山発・麗水行きの旅客船として三千浦港沖に寄港していた朝鮮汽船株式会社の135トン級の太信号で火災が発生した。火は3時間で鎮火、眠っていた乗客147人のうち66人が死亡した。軽・重傷者を合わると死傷者は88人におよんだ。
太信号は1955年12月にも、統営の沖合でテプン号（태풍호）と衝突、5名が行方不明となる事故を起こしていた。

## 事故処理と余波
国会は1月13日、太信号事件を調査する真相調査委員会を構成することに合意。
事故の犠牲者を慰労するため、各地から慰問品が送られ、太信号遭難事件対策本部では、遺族に死亡者1名当たり10万ファンを支給した。朝鮮汽船では、葬祭費として1人当たり3万ファン、慰謝料として10万ファンを支払った。
この事故を契機に、船舶旅客保険制度の制定を求める世論が高まった。

## 事故の原因
火災の原因は、船員の不注意によることが明らかになった。治安局では、船舶内の消防施設と定員には違反がないとした。地元警察は調査の結果、船長が船の消失を防ぐ目的で、3等船室に一つだけあった出入口を封鎖したため、窒息で多数の死者が発生したと治安局に報告。1月22日、警察の確認により、太信号の定員は、乗客が122人、船員が11人であり、事故当日に147人乗船したことが明らかになった。また、客室内に船員室を配置していたことも事故の拡大の原因として指摘された。

## 情報源一覧
1. ↑  航海中의旅客船에火災, 《동아일보》, 1956.1.13
2. 1 2  生地獄이된旅客船, 《경향신문》, 1956.1.13
3. ↑  太信號事件調査 國會서決議, 《동아일보》, 1956.1.14
4. ↑  乘客五名行方不明, 《동아일보》, 1955.12.8
5. ↑  太信號事件調査 國會서決議, 《동아일보》, 1956.1.14
6. ↑  49柱의遺骸身元判明 各界서吊慰金品, 《경향신문》, 1956.1.17
7. ↑  一人當 慰藉料 十萬圜씩 支拂, 《경향신문》, 1956.1.18
8. ↑  慰藉料十萬圜 遺族에支拂決定, 《동아일보》, 1956.1.18
9. ↑  船舶旅客保險制度만들라「太信號」事故에輿論, 《경향신문》, 1956.1.20
10. ↑  職員現地派遣 治安局서, 《동아일보》, 1956.1.14
11. ↑  船長이 三等室出入口를封鎻, 《동아일보》, 1956.1.15
12. ↑  定員超過等 새事實綻露 太信號事件, 《동아일보》, 1956.1.24